# Jigme Singye Wangchuck
Jigme Singye Wangchu(c)k (Thimphu, 11 november 1955) was de vierde koning van Bhutan uit de Wangchukdynastie, van 1972 tot 2006. Hij volgde zijn vader Jigme Dorji Wangchuck op na diens dood in 1972. 
Jigme Singye Wangchuk streefde naar een evenwicht tussen modernisering en tradities. Hij stimuleerde de economie op het gebied van communicatie, hydro-elektriciteit, gezondheidszorg, maar schonk evenveel aandacht aan de boeddhistische traditie van Bhutan en milieubehoud. Ook stelde hij het dragen van traditionele kleding verplicht. 
Evenals zijn vader werkte hij aan een verdere democratisering van Bhutan. De macht kwam steeds meer in handen van een minister-president, die verantwoording aflegt aan de nationale vergadering. In 2004 werd een concept-grondwet gepubliceerd waarover vrijelijk en publiekelijk kan worden gediscussieerd en die een parlementaire democratie moet gaan vestigen.
Koning Jigme Singye Wangchuk is in 1979 gehuwd met vier zusters: Ashi Dorji Wangmo Wangchuk, Ashi Tshering Pem Wangchuk, Ashi Tshering Yangdon Wangchuk en Ashi Sangay Choden Wangchuk. Op 14 december 2006 deed hij afstand van de troon en benoemde zijn oudste zoon, Jigme Khesar Namgyel Wangchuk als zijn opvolger. De officiële kroning vond in 2008 plaats.